# Tournoi féminin de hockey sur glace aux Jeux olympiques d'hiver de 2014
Navigation
Vancouver 2010 Pyeongchang 2018
Le tournoi de hockey sur glace féminin aux Jeux olympiques de Sotchi a lieu du 8 au 23 février 2014.
Le 12 décembre 2017, le CIO annonce avoir disqualifié et banni à vie des Jeux six hockeyeuses russes. L'équipe perd également sa sixième place obtenue aux Jeux de 2014 lors du tournoi de hockey féminin.

## Qualifications
Huit places sont disponibles pour le tournoi de hockey sur glace féminin des Jeux d'hiver de Sotchi. Les équipes participantes sont déterminées selon un système de qualification basé sur le Classement IIHF 2012, établi à l'issue du championnat du monde joué cette même année. Les six premiers obtiennent directement une place aux Jeux. Les deux dernières sont distribuées aux vainqueurs des tournois de qualifications. 20 sélections y prennent part entre le 27 septembre 2012 et le 10 février 2013.
| Mode de qualification                                                         | Mode de qualification      |
| Qualification directe                                                         | Tournois qualificatifs     |
| ----------------------------------------------------------------------------- | -------------------------- |
| Canada (1er) États-Unis (2e) Finlande (3e) Suisse (4e) Suède (5e) Russie (6e) | Allemagne (8e) Japon (11e) |

## Tournoi

### Format du tournoi
Les huit équipes participantes sont réparties en deux groupes de quatre. Ceux-ci sont déterminés en fonction du Classement IIHF 2012. Les quatre sélections occupant les premiers rangs sont placées dans le Groupe A tandis que les autres sont rassemblées dans le Groupe B. Chaque équipe affronte les adversaires de son propre groupe une fois. Un classement est ensuite établi. La répartition des points durant cette phase est la suivante : une victoire dans le temps règlementaire vaut 3 points, une victoire après une prolongation (mort subite) ou une séance de tirs au but 2 points, une défaite après une prolongation ou une séance de tirs au but 1 point, une défaite dans le temps règlementaire 0 point. Si deux équipes ou plus sont à égalité de points, seules les rencontres opposant les équipes concernées sont prises en compte pour les départager.
| Groupe A - Canada (Délégation) - États-Unis (Délégation) - Finlande (Délégation) - Suisse (Délégation) | Groupe B - Suède (Délégation) - Russie (Délégation) - Allemagne (Délégation) - Japon (Délégation) |

Les deux premiers du Groupe A se qualifient pour les demi-finales tandis que les troisième et quatrième affrontent respectivement le deuxième et le premier du Groupe B en quarts de finale. S'ensuivent les demi-finales, la finale pour le titre olympique et le match pour la médaille de bronze. En parallèle, des matchs de classement pour les cinquième et septième places sont joués, rassemblant les perdants des quarts de finale et les deux derniers du Groupe B.

#### Qualification pour le Championnat du monde 2015
Traditionnellement, le Championnat du monde féminin n'est pas organisé durant les années olympiques. Cependant, afin d'offrir de la compétition aux équipes non qualifiées pour les Jeux, toutes les divisions à l'exception de celle élite sont disputées en 2014,.
Les huit équipes olympiques correspondant à l'élite en Championnat du monde, une formule de promotion-relégation est mise en place entre celles-ci et celles de la Division IA, l'échelon inférieur. L'équipe terminant huitième du tournoi olympique doit affronter le vainqueur de la Division IA dans une série jouée au meilleur des trois matchs. La sélection remportant la série joue parmi l'élite mondiale en 2015 tandis que le perdant est reversé en Division IA. Pays organisateur du Championnat du monde élite 2015, la Suède ne peut être reléguée. Dans le cas si celle-ci finit dernière des Jeux, l'équipe classée septième prend part à la série de promotion-relégation.

### Arbitres
Le 2 décembre 2013, l'IIHF annonce avoir sélectionné six arbitres et neuf juges de ligne pour le tournoi féminin.
| Arbitres - Erin Blair (États-Unis) - Mélanie Bordeleau (Canada) - Anna Eskola (Suisse) - Nicole Hertrich (Allemagne) - Aina Høve (Norvège) - Joy Tottman (Grande-Bretagne) | Juges de ligne - Therese Björkman (Suède) - Denise Caughey (Canada) - Stéphanie Gagnon (Canada) - Charlotte Girard (France) - Alicia Hanrahan (États-Unis) - Laura Johnson (États-Unis) - Michaela Kúdelová (Slovaquie) - Ilona Novotná (République tchèque) - Zuzana Svobodová (République tchèque) |

### Effectifs

#### Allemagne
- Gardiennes de but : Viona Harrer (EC Bad Tölz), Jennifer Harss (ERC Sonthofen), Ivonne Schröder (Tornado Niesky)
- Défenseurs : Evers Bettina (ESC Planegg-Würmtal), Tanja Eisenschmid (Fighting Sioux du Dakota du Nord), Susanne Fellner (ECDC Memmingen), Susann Götz (OSC Berlin), Jessica Hammerl (TSV Erding), Anja Weisser (Panthers de UÎPÉ)
- Attaquantes : Manuela Anwander (ERC Ingolstadt), Marita Becker (ERC Ingolstadt), Monika Bittner (ESC Planegg-Würmtal), Franziska Busch (ECDC Memmingen), Jacqueline Janzen (ECDC Memmingen), Nina Kamenik (OSC Berlin), Sophie Kratzer (ESC Planegg-Würmtal), Andrea Lanzl (ERC Ingolstadt), Sara Seiler (ERC Ingolstadt), Lisa Schuster (OSC Berlin), Kerstin Spielberger (EHC Klostersee), Julia Zorn (ESC Planegg-Würmtal)
- Entraîneur : Peter Kathan

#### Canada
- Gardiennes de but : Charline Labonté (Stars de Montréal), Geneviève Lacasse (Blades de Boston), Shannon Szabados (Ooks du NAIT)
- Défenseurs : Laura Fortino (Big Red de Cornell), Jocelyne Larocque (Inferno de Calgary), Lauriane Rougeau (Big Red de Cornell), Meaghan Mikkelson (Inferno de Calgary), Catherine Ward (Stars de Montréal), Tara Watchorn (Inferno de Calgary)
- Attaquantes : Meghan Agosta-Marciano (Stars de Montréal), Gillian Apps (Thunder de Brampton), Mélodie Daoust (Martlets de McGill), Jayna Hefford (Thunder de Brampton), Haley Irwin (Stars de Montréal), Brianne Jenner (Big Red de Cornell), Rebecca Johnston (Furies de Toronto), Caroline Ouellette (Stars de Montréal), Marie-Philip Poulin (Terriers de Boston), Natalie Spooner (Furies de Toronto), Jennifer Wakefield (Furies de Toronto), Hayley Wickenheiser (Dinos de Calgary)[9]
- Entraîneur : Kevin Dineen

#### États-Unis
- Gardiennes de but : Brianne McLaughlin (Barracudas de Burlington), Molly Schaus (Blades de Boston), Jessie Vetter (Outlaws de l'Oregon)
- Défenseurs : Kacey Bellamy (Blades de Boston), Gigi Marvin (Blades de Boston), Michelle Picard (Crimson de Harvard), Josephine Pucci (Crimson de Harvard), Anne Schleper (Blades de Boston), Lee Stecklein (Bulldogs de Minnesota-Duluth)
- Attaquantes : Megan Bozek (Bulldogs de Minnesota-Duluth), Alex Carpenter (Eagles de Boston College), Julie Chu (Stars de Montréal), Kendall Coyne (Huskies de Northeastern), Brianna Decker (Badgers du Wisconsin), Meghan Duggan (Blades de Boston), Lyndsey Fry (Crimson de Harvard), Amanda Kessel (Golden Gophers du Minnesota), Hilary Knight (Blades de Boston), Jocelyne Lamoureux (Fighting Sioux du Dakota du Nord), Monique Lamoureux (Fighting Sioux du Dakota du Nord), Kelli Stack (Blades de Boston)
- Entraîneur : Katey Stone

#### Finlande
- Gardiennes de but : Meeri Räisänen (JYP Jyväskylä), Noora Räty (Ilves Tampere), Eveliina Suonpää (Team Oriflamme Kuortane)
- Défenseurs : Jenni Hiirikoski (JYP Jyväskylä), Mira Jalosuo (HK SKIF), Anna Kilponen (Team Oriflamme Kuortane), Rosa Lindstedt (JYP Jyväskylä), Saija Tarkki (Kärpät Oulu), Emma Terho (Espoo Blues), Tea Villila (Bulldogs de Minnesota-Duluth)
- Attaquantes : Venla Hovi (Kalevan Pallo), Michelle Karvinen (Fighting Sioux du Dakota du Nord), Emma Nuutinen (Espoo Blues), Annina Rajahuhta (Espoo Blues), Karoliina Rantamäki (HK SKIF), Vilma Tanskanen (Team Oriflamme Kuortane), Susanna Tapani (Fighting Sioux du Dakota du Nord), Nina Tikkinen (Kärpät Oulu), Minnamari Tuominen (Espoo Blues), Riikka Välilä (JYP Jyväskylä), Linda Välimäki (Espoo Blues)
- Entraîneur : Mika Pienniemi

#### Japon
- Gardiennes de but : Fujimoto Nana (Vortex Sapporo), Konishi Akane (Kushiro Bears), Nakaoku Azusa (Toyota Cygnus)
- Défenseurs : Aoki Kanae (Mitsuboshi Daito Perigrine), Hori Mika (Toyota Cygnus), Koike Shiori (Mitsuboshi Daito Perigrine), Kondo Yoko (Seibu Princess Rabbits), Suzuki Sena (Seibu Princess Rabbits), Takeuchi Aina (Daishin), Toko Ayaka (Daishin), Ukita Rui (Daishin), Yamane Tomoe (Daishin)
- Attaquantes : Adachi Yurie (Seibu Princess Rabbits), Fujimoto Moeko (Mitsuboshi Daito Perigrine), Hirano Yuka (Mitsuboshi Daito Perigrine), Kubo Hanae (Seibu Princess Rabbits), Nakamura Ami (Seibu Princess Rabbits), Osawa Chiho (Mitsuboshi Daito Perigrine), Sakagami Tomoko (Mitsuboshi Daito Perigrine), Shishiuchi Miho (Kushiro Bears), Yoneyama Haruna (Mitsuboshi Daito Perigrine)
- Entraîneur : Iizuka Yuji

#### Russie
- Gardiennes de but : Ioulia Leskina (Spartak-Merkouri Iekaterinbourg), Anna Prougova (HK Tornado), Anna Vinogradova (Fakel Tcheliabinsk)
- Défenseurs : Inna Dioubanok (Aguidel Oufa), Angelina Gontcharenko (Aguidel Oufa), Aleksandra Kapoustina (HK SKIF), Alena Khomitch (Aguidel Oufa), Anna Chibanova (Aguidel Oufa), Anna Chtchoukina (HK Tornado), Svetlana Tkatchiova (HK Tornado)
- Attaquantes : Tatiana Bourina (HK Tornado), Ielena Dergatchiova (Aguidel Oufa), Ia Gavrilova (HK Tornado), Iekaterina Lebedeva (Fakel Tcheliabinsk), Iekaterina Pachkevtich (Aguidel Oufa), Anna Chokina (HK Tornado), Galina Skiba (HK Tornado), Iekaterina Smolentseva (HK Tornado), Iekaterina Smolina (HK Tornado), Olga Sossina (HK SKIF), Aleksandra Vafina (Fakel Tcheliabinsk)
- Entraîneur : Mikhaïl Tchekanov

#### Suède
- Gardiennes de but : Sara Grahn (Brynäs IF), Kim Martin Hasson (Linköpings HC), Valentina Wallner (MODO Hockey)
- Défenseurs : Sofia Engström (Leksands IF), Lina Bäcklin (Brynäs IF), Johanna Olofsson (MODO Hockey), Josefine Holmgren (Brynäs IF), Emilia Andersson (Linköpings HC), Linnea Bäckman (AIK IF), Emma Eliasson (Munksund-Skuthamns SK)
- Attaquantes : Jenni Asserholt (Linköpings HC), Cecilia Östberg (Leksands IF), Lina Wester (Leksands IF), Pernilla Winberg (Munksund-Skuthamns SK), Anna Borgqvist (Brynäs IF), Maria Lindh (MODO Hockey), Fanny Rask (AIK IF), Erica Udén-Johansson (IF Sundsvall), Erika Grahm (MODO Ornskoldsvik), Emma Nordin (MODO Hockey), Michelle Löwenhielm (AIK IF)
- Entraîneur : Niclas Högberg

#### Suisse
- Gardiennes de but : Janine Alder (EHC Winterthour), Sophie Anthamatten (EHC Saastal), Florence Schelling (EHC Bülach)
- Défenseurs : Livia Altmann (ZSC Lions), Laura Benz (ZSC Lions), Nicole Bullo (HC Lugano), Sarah Forster (HC Ajoie), Angela Frautschi (ZSC Lions), Julia Marty (Linköpings HC), Lara Stalder (Bulldogs de Minnesota-Duluth), Sandra Thalmann (SC Reinach)
- Attaquantes : Sara Benz (ZSC Lions), Romy Eggimann (HC Lugano), Jessica Lutz (Ronin), Stefanie Marty (Linköpings HC), Alina Müller (EHC Winterthour), Katrin Nabholz (ZSC Lions), Evelina Raselli (HC Lugano), Phoebe Stanz (Bulldogs de Yale), Anja Stiefel (HC Lugano), Nina Waidacher (Saints de CSS)
- Entraîneur : René Kammerer

### Résultats

#### Tour préliminaire

##### Groupe A
| 8 février 2014 | États-Unis | 3-1 (1-0, 2-0, 0-1) | Finlande | Arène de glace Chaïba 4 135 spectateurs |

| Feuille de match | Feuille de match                                                                          | Feuille de match | Feuille de match                     | Feuille de match                                                 |
| ---------------- | ----------------------------------------------------------------------------------------- | ---------------- | ------------------------------------ | ---------------------------------------------------------------- |
|                  | Knight — 53 s Stack (Knight, Bozek) — 27 min 42 s Carpenter (Schleper) — 35 min 59 s (SN) | 1-0 2-0 3-0 3-1  | Tapani (Karvinen) — 55 min 22 s (SN) | Arbitrage : Nicole Hertrich Therese Björkman et Stéphanie Gagnon |
| Vetter           | Gardiens                                                                                  | Räty             |                                      | Arbitrage : Nicole Hertrich Therese Björkman et Stéphanie Gagnon |
| 4 min            | Pénalités                                                                                 | 8 min            |                                      | Arbitrage : Nicole Hertrich Therese Björkman et Stéphanie Gagnon |
| 43               | Tirs                                                                                      | 15               |                                      | Arbitrage : Nicole Hertrich Therese Björkman et Stéphanie Gagnon |

| 8 février 2014 | Canada | 5-0 (2-0, 3-0, 0-0) | Suisse | Arène de glace Chaïba 4 386 spectateurs |

| Feuille de match | Feuille de match | Feuille de match    | Feuille de match | Feuille de match                                           |
| ---------------- | --- | ------------------- | ---------------- | ---------------------------------------------------------- |
|                  | Larocque (Spooner) — 1 min 25 s Watchorn (Johnston) — 6 min 30 s Wickenheiser — 23 min 54 s (IN) Poulin (Hefford, Johnston) — 32 min 28 s Johnston (Poulin) — 36 min 10 s | 1-0 2-0 3-0 4-0 5-0 |                  | Arbitrage : Aina Høve Alicia Hanrahan et Michaela Kúdelová |
| Labonté          | Gardiens | Schelling           |                  | Arbitrage : Aina Høve Alicia Hanrahan et Michaela Kúdelová |
| 2 min            | Pénalités | 4 min               |                  | Arbitrage : Aina Høve Alicia Hanrahan et Michaela Kúdelová |
| 69               | Tirs | 14                  |                  | Arbitrage : Aina Høve Alicia Hanrahan et Michaela Kúdelová |

| 10 février 2014 | États-Unis | 9-0 (5-0, 1-0, 3-0) | Suisse | Arène de glace Chaïba 3 812 spectateurs |

| Feuille de match | Feuille de match | Feuille de match                    | Feuille de match | Feuille de match                                                 |
| ---------------- | --- | ----------------------------------- | ---------------- | ---------------------------------------------------------------- |
|                  | M. Lamoureux (J. Lamoureux, Duggan) — 9 min 20 s Decker (Kessel, Knight) — 10 min 7 s Kessel (Coyne) — 10 min 15 s Knight (Stack, Chu) — 14 min 23 s Kessel (Coyne, Decker) — 15 min 42 s (SN) M. Lamoureux (J. Lamoureux, Stecklein) — 33 min 26 s Coyne (Stack) — 40 min 49 s Coyne (Kessel, Bozek) — 43 min 59 s Carpenter (Pucci) — 55 min 39 s | 1-0 2-0 3-0 4-0 5-0 6-0 7-0 8-0 9-0 |                  | Arbitrage : Mélanie Bordeleau Denise Caughey et Charlotte Girard |
| Schaus           | Gardiens | Schelling                           |                  | Arbitrage : Mélanie Bordeleau Denise Caughey et Charlotte Girard |
| 4 min            | Pénalités | 8 min                               |                  | Arbitrage : Mélanie Bordeleau Denise Caughey et Charlotte Girard |
| 53               | Tirs | 10                                  |                  | Arbitrage : Mélanie Bordeleau Denise Caughey et Charlotte Girard |

| 10 février 2014 | Finlande | 0-3 (0-0, 0-0, 0-3) | Canada | Arène de glace Chaïba 4 837 spectateurs |

| Feuille de match | Feuille de match | Feuille de match | Feuille de match                                                                                  | Feuille de match                                          |
| ---------------- | ---------------- | ---------------- | ------------------------------------------------------------------------------------------------- | --------------------------------------------------------- |
|                  |                  | 0-1 0-2 0-3      | Agosta-Marciano — 49 min 27 s (SN) Hefford — 52 min 24 s Johnston (Hefford, Poulin) — 56 min 36 s | Arbitrage : Joy Tottman Therese Björkman et Laura Johnson |
| Räty             | Gardiens         | Szabados         |                                                                                                   | Arbitrage : Joy Tottman Therese Björkman et Laura Johnson |
| 10 min           | Pénalités        | 12 min           |                                                                                                   | Arbitrage : Joy Tottman Therese Björkman et Laura Johnson |
| 14               | Tirs             | 42               |                                                                                                   | Arbitrage : Joy Tottman Therese Björkman et Laura Johnson |

| 12 février 2014 | Suisse | 3-4 (pr) (0-2, 2-1, 1-0, 0-1) | Finlande | Arène de glace Chaïba 4 211 spectateurs |

| Feuille de match | Feuille de match                                                                              | Feuille de match            | Feuille de match | Feuille de match                                          |
| ---------------- | --------------------------------------------------------------------------------------------- | --------------------------- | --- | --------------------------------------------------------- |
|                  | Eggimann (Bullo) — 23 min 28 s Stanz (Lutz) — 28 min (SN) S. Marty (Bullo) — 56 min 25 s (SN) | 0-1 0-2 1-2 2-2 2-3 3-3 3-4 | Hiirikoski (Jalosuo, Karvinen) — 7 min 56 s Karvinen (Tapani, Kilponen) — 9 min 55 s (IN) Karvinen (Tapani, Hiirikoski) — 35 min 31 s (SN) Hiirikoski (Välimäki, Kilponen) — 62 min 38 s | Arbitrage : Erin Blair Laura Johnson et Michaela Kúdelová |
| Schelling        | Gardiens                                                                                      | Räty                        | | Arbitrage : Erin Blair Laura Johnson et Michaela Kúdelová |
| 31 min           | Pénalités                                                                                     | 12 min                      | | Arbitrage : Erin Blair Laura Johnson et Michaela Kúdelová |
| 27               | Tirs                                                                                          | 34                          | | Arbitrage : Erin Blair Laura Johnson et Michaela Kúdelová |

| 12 février 2014 | Canada | 3-2 (0-0, 0-1, 3-1) | États-Unis | Arène de glace Chaïba 4 812 spectateurs |

| Feuille de match | Feuille de match | Feuille de match    | Feuille de match                                                                              | Feuille de match                                          |
| ---------------- | --- | ------------------- | --------------------------------------------------------------------------------------------- | --------------------------------------------------------- |
|                  | Agosta-Marciano (Wickenheiser) — 42 min 21 s (SN) Wickenheiser (Spooner, Agosta-Marciano) — 43 min 54 s Agosta-Marciano — 54 min 55 s | 0-1 1-1 2-1 3-1 3-2 | Knight (Carpenter, Schleper) — 37 min 54 s (SN) Schleper (Decker, J. Lamoureux) — 58 min 55 s | Arbitrage : Anna Eskola Ilona Novotná et Zuzana Svobodová |
| Labonté          | Gardiens | Vetter              |                                                                                               | Arbitrage : Anna Eskola Ilona Novotná et Zuzana Svobodová |
| 8 min            | Pénalités | 10 min              |                                                                                               | Arbitrage : Anna Eskola Ilona Novotná et Zuzana Svobodová |
| 31               | Tirs | 27                  |                                                                                               | Arbitrage : Anna Eskola Ilona Novotná et Zuzana Svobodová |

| Clt   | Équipe     | PJ | V | VP | D | DP | BP | BC | Diff | Pts |
| ----- | ---------- | -- | - | -- | - | -- | -- | -- | ---- | --- |
| +001, | Canada     | 3  | 3 | 0  | 0 | 0  | 11 | 2  | +9   | 9   |
| +002, | États-Unis | 3  | 2 | 0  | 1 | 0  | 14 | 4  | +10  | 6   |
| +003, | Finlande   | 3  | 0 | 1  | 2 | 0  | 5  | 9  | -4   | 2   |
| +004, | Suisse     | 3  | 0 | 0  | 2 | 1  | 3  | 18 | -15  | 1   |

- Qualifiés pour les demi-finales
- Qualifié pour les quarts de finale

##### Groupe B
| 9 février 2014 | Suède | 1-0 (1-0, 0-0, 0-0) | Japon | Arène de glace Chaïba 2 928 spectateurs |

| Feuille de match | Feuille de match                               | Feuille de match | Feuille de match | Feuille de match                                            |
| ---------------- | ---------------------------------------------- | ---------------- | ---------------- | ----------------------------------------------------------- |
|                  | Asserholt (Eliasson, Grahm) — 12 min 38 s (SN) | 1-0              | -                | Arbitrage : Erin Blair Charlotte Girard et Zuzana Svobodová |
| Wallner          | Gardiens                                       | Fujimoto         |                  | Arbitrage : Erin Blair Charlotte Girard et Zuzana Svobodová |
| 8 min            | Pénalités                                      | 4 min            |                  | Arbitrage : Erin Blair Charlotte Girard et Zuzana Svobodová |
| 23               | Tirs                                           | 19               |                  | Arbitrage : Erin Blair Charlotte Girard et Zuzana Svobodová |

| 9 février 2014 | Russie | 4-1 (0-0, 0-1, 4-0) | Allemagne | Arène de glace Chaïba 5 048 spectateurs |

| Feuille de match | Feuille de match | Feuille de match    | Feuille de match                        | Feuille de match                                       |
| ---------------- | --- | ------------------- | --------------------------------------- | ------------------------------------------------------ |
|                  | Gavrilova (Khomitch, Smolentseva) — 45 min 4 s Sossina (Dioubanok, Bourina) — 48 min 49 s (SN) Smolentseva (Chibanova) — 49 min 27 s Sossina (Dioubanok, Smolentseva) — 52 min 15 s | 0-1 1-1 2-1 3-1 4-1 | Busch (Anwander, Weisser) — 26 min 48 s | Arbitrage : Anna Eskola Laura Johnson et Ilona Novotná |
| Harrer           | Gardiens | Leskina             |                                         | Arbitrage : Anna Eskola Laura Johnson et Ilona Novotná |
| 4 min            | Pénalités | 8 min               |                                         | Arbitrage : Anna Eskola Laura Johnson et Ilona Novotná |
| 37               | Tirs | 15                  |                                         | Arbitrage : Anna Eskola Laura Johnson et Ilona Novotná |

| 11 février 2014 | Allemagne | 0-4 (0-1, 0-0, 0-3) | Suède | Arène de glace Chaïba 4 015 spectateurs |

| Feuille de match | Feuille de match | Feuille de match | Feuille de match | Feuille de match                                            |
| ---------------- | ---------------- | ---------------- | --- | ----------------------------------------------------------- |
|                  |                  | 0-1 0-2 0-3 0-4  | Nordin (Eliasson, Grahm) — 1 min Östberg (Borgqvist) — 47 min 42 s Olofsson (Östberg, Löwenhielm) — 50 min 31 s Winberg (Borgqvist) — 51 min 35 s | Arbitrage : Aina Høve Stéphanie Gagnon et Michaela Kúdelová |
| Harss            | Gardiens         | Martin Hasson    | | Arbitrage : Aina Høve Stéphanie Gagnon et Michaela Kúdelová |
| 4 min            | Pénalités        | 10 min           | | Arbitrage : Aina Høve Stéphanie Gagnon et Michaela Kúdelová |
| 21               | Tirs             | 29               | | Arbitrage : Aina Høve Stéphanie Gagnon et Michaela Kúdelová |

| 11 février 2014 | Russie | 2-1 (1-0, 0-0, 1-1) | Japon | Arène de glace Chaïba 4 897 spectateurs |

| Feuille de match | Feuille de match                                | Feuille de match | Feuille de match          | Feuille de match                                              |
| ---------------- | ----------------------------------------------- | ---------------- | ------------------------- | ------------------------------------------------------------- |
|                  | Bourina — 11 min 39 s Vafina — 51 min 36 s (IN) | 1-0 1-1 2-1      | Toko (Kubo) — 40 min 33 s | Arbitrage : Nicole Hertrich Denise Caughey et Alicia Hanrahan |
| Prougova         | Gardiens                                        | Fujimoto         |                           | Arbitrage : Nicole Hertrich Denise Caughey et Alicia Hanrahan |
| 6 min            | Pénalités                                       | 6 min            |                           | Arbitrage : Nicole Hertrich Denise Caughey et Alicia Hanrahan |
| 38               | Tirs                                            | 22               |                           | Arbitrage : Nicole Hertrich Denise Caughey et Alicia Hanrahan |

| 13 février 2014 | Japon | 0-4 (0-1, 0-1, 0-2) | Allemagne | Arène de glace Chaïba 2 618 spectateurs |

| Feuille de match | Feuille de match | Feuille de match | Feuille de match | Feuille de match                                                   |
| ---------------- | ---------------- | ---------------- | --- | ------------------------------------------------------------------ |
|                  |                  | 0-1 0-2 0-3 0-4  | Anwander (Kratzer, Becker) — 13 min 23 s (SN) Busch (Lanzl) — 20 min 48 s Sppielberger (Eisenschmid, Kamenik) — 58 min 31 s Busch (Götz) — 59 min 28 s (CV) | Arbitrage : Mélanie Bordeleau Therese Björkman et Charlotte Girard |
| Fujimoto         | Gardiens         | Harrer           | | Arbitrage : Mélanie Bordeleau Therese Björkman et Charlotte Girard |
| 8 min            | Pénalités        | 10 min           | | Arbitrage : Mélanie Bordeleau Therese Björkman et Charlotte Girard |
| 30               | Tirs             | 25               | | Arbitrage : Mélanie Bordeleau Therese Björkman et Charlotte Girard |

| 13 février 2014 | Suède | 1-3 (0-1, 1-1, 0-1) | Russie | Arène de glace Chaïba 5 092 spectateurs |

| Feuille de match | Feuille de match      | Feuille de match | Feuille de match | Feuille de match                                            |
| ---------------- | --------------------- | ---------------- | --- | ----------------------------------------------------------- |
|                  | Winberg — 38 min 58 s | 0-1 0-2 1-2 1-3  | Chtchoukina (Pachkevtich, Chokina) — 8 min 38 s Khomitch (Smolina) — 29 min 20 s Smolentseva (Sossina) — 58 min 7 s | Arbitrage : Joy Tottman Stéphanie Gagnon et Alicia Hanrahan |
| Wallner          | Gardiens              | Prougova         | | Arbitrage : Joy Tottman Stéphanie Gagnon et Alicia Hanrahan |
| 14 min           | Pénalités             | 4 min            | | Arbitrage : Joy Tottman Stéphanie Gagnon et Alicia Hanrahan |
| 16               | Tirs                  | 31               | | Arbitrage : Joy Tottman Stéphanie Gagnon et Alicia Hanrahan |

| Clt   | Équipe    | PJ | V | VP | D | DP | BP | BC | Diff | Pts |
| ----- | --------- | -- | - | -- | - | -- | -- | -- | ---- | --- |
| +001, | Russie    | 3  | 3 | 0  | 0 | 0  | 9  | 3  | +6   | 9   |
| +002, | Suède     | 3  | 2 | 0  | 1 | 0  | 6  | 3  | +3   | 6   |
| +003, | Allemagne | 3  | 1 | 0  | 2 | 0  | 5  | 8  | -3   | 3   |
| +004, | Japon     | 3  | 0 | 0  | 3 | 0  | 1  | 7  | -6   | 0   |

- Qualifié pour les quarts de finale
- Reversé dans les matchs de classement pour la 5e place

#### Phase finale

##### Tableau
|  | Quarts de finale                      | Quarts de finale                  |                                   |                                   | Demi-finales                      | Demi-finales                      |  |  | Finale                                | Finale                                |
|  | Quarts de finale                      | Quarts de finale                  |                                   |                                   | Demi-finales                      | Demi-finales                      |  |  | Finale                                | Finale                                |
|  |                                       |                                   |                                   |                                   |                                   |                                   |  |  |                                       |                                       |
|  | 15 février, Arène de glace Chaïba     | 15 février, Arène de glace Chaïba |                                   |                                   | 17 février, Arène de glace Chaïba | 17 février, Arène de glace Chaïba |  |  | 20 février, Palais des glaces Bolchoï | 20 février, Palais des glaces Bolchoï |
|  | 15 février, Arène de glace Chaïba     | 15 février, Arène de glace Chaïba |                                   |                                   | 17 février, Arène de glace Chaïba | 17 février, Arène de glace Chaïba |  |  | 20 février, Palais des glaces Bolchoï | 20 février, Palais des glaces Bolchoï |
|  | 15 février, Arène de glace Chaïba     | 15 février, Arène de glace Chaïba | Canada                            | 3                                 |                                   |                                   |  |  | 20 février, Palais des glaces Bolchoï | 20 février, Palais des glaces Bolchoï |
|  | Suisse                                | 2                                 | Canada                            | 3                                 |                                   |                                   |  |  | 20 février, Palais des glaces Bolchoï | 20 février, Palais des glaces Bolchoï |
|  | Suisse                                | 2                                 | Suisse                            | 1                                 |                                   |                                   |  |  | 20 février, Palais des glaces Bolchoï | 20 février, Palais des glaces Bolchoï |
|  | Russie                                | 0                                 | Suisse                            | 1                                 |                                   |                                   |  |  | 20 février, Palais des glaces Bolchoï | 20 février, Palais des glaces Bolchoï |
|  | Russie                                | 0                                 | 17 février, Arène de glace Chaïba | 17 février, Arène de glace Chaïba | Canada                            | 3                                 |  |  |                                       |                                       |
|  | 15 février, Arène de glace Chaïba     |                                   | 17 février, Arène de glace Chaïba | 17 février, Arène de glace Chaïba | Canada                            | 3                                 |  |  |                                       |                                       |
|  |                                       | États-Unis                        | 17 février, Arène de glace Chaïba | 17 février, Arène de glace Chaïba | 2                                 |                                   |  |  |                                       |                                       |
|  | Finlande                              | États-Unis                        | 17 février, Arène de glace Chaïba | 17 février, Arène de glace Chaïba | 2                                 | 2                                 |  |  |                                       |                                       |
|  | Finlande                              | Suède                             | 1                                 |                                   |                                   | 2                                 |  |  |                                       |                                       |
|  | Suède                                 | Suède                             | 1                                 | 4                                 |                                   |                                   |  |  |                                       |                                       |
|  | Suède                                 | États-Unis                        | 6                                 | 4                                 |                                   |                                   |  |  |                                       |                                       |
|  |                                       | États-Unis                        | 6                                 | Match pour la 3e place            |                                   |                                   |  |  |                                       |                                       |
|  |                                       |                                   |                                   |                                   |                                   |                                   |  |  |                                       |                                       |
|  | 20 février, Palais des glaces Bolchoï |                                   |                                   |                                   |                                   |                                   |  |  |                                       |                                       |
|  |                                       |                                   |                                   |                                   |                                   |                                   |  |  |                                       |                                       |
|  | Suisse                                | 4                                 |                                   |                                   |                                   |                                   |  |  |                                       |                                       |
|  | Suisse                                | 4                                 |                                   |                                   |                                   |                                   |  |  |                                       |                                       |
|  | Suède                                 | 3                                 |                                   |                                   |                                   |                                   |  |  |                                       |                                       |
|  | Suède                                 | 3                                 |                                   |                                   |                                   |                                   |  |  |                                       |                                       |

##### Quarts de finale
| 15 février 2014 | Finlande | 2-4 (0-0, 1-0, 1-4) | Suède | Arène de glace Chaïba 2 919 spectateurs |

| Feuille de match | Feuille de match                                                                           | Feuille de match        | Feuille de match | Feuille de match                                           |
| ---------------- | ------------------------------------------------------------------------------------------ | ----------------------- | --- | ---------------------------------------------------------- |
|                  | V. Hovi (L. Välimäki) — 33 min 16 s E. Nuutinen (K. Rantamäki, T. Lindstedt) — 45 min 21 s | 1-0 1-1 1-2 2-2 2-3 2-4 | A. Borgqvist (E. Nordin, P. Winberg) — 40 min 48 s (SN) L. Wester (J. Asserholt) — 45 min 9 s E. Eliasson (M. Löwenhielm, E. Grahm) — 55 min 45 s (SN) E. Nordin (P. Winberg, E. Andersson) — 59 min 19 s | Arbitrage : Nicole Hertrich Stéphanie Gagnon Laura Johnson |
| N. Räty          | Gardiens                                                                                   | V. Wallner              | | Arbitrage : Nicole Hertrich Stéphanie Gagnon Laura Johnson |
| 12 min           | Pénalités                                                                                  | 10 min                  | | Arbitrage : Nicole Hertrich Stéphanie Gagnon Laura Johnson |
| 31               | Tirs                                                                                       | 32                      | | Arbitrage : Nicole Hertrich Stéphanie Gagnon Laura Johnson |

| 15 février 2014 | Suisse | 2-0 (1-0, 0-0, 1-0) | Russie | Arène de glace Chaïba 4 962 spectateurs |

| Feuille de match | Feuille de match                                                                    | Feuille de match | Feuille de match | Feuille de match                                        |
| ---------------- | ----------------------------------------------------------------------------------- | ---------------- | ---------------- | ------------------------------------------------------- |
|                  | S. Marty (A. Müller, S. Thalmann) — 10 min 46 s L. Stalder (N. Bullo) — 59 min 39 s | 1-0 2-0          |                  | Arbitrage : Joy Tottman Therese Björkman Denise Caughey |
| F. Schelling     | Gardiens                                                                            | A. Prougova      |                  | Arbitrage : Joy Tottman Therese Björkman Denise Caughey |
| 8 min            | Pénalités                                                                           | 2 min            |                  | Arbitrage : Joy Tottman Therese Björkman Denise Caughey |
| 27               | Tirs                                                                                | 41               |                  | Arbitrage : Joy Tottman Therese Björkman Denise Caughey |

##### Demi-finales
| 17 février 2014 | Canada | 3-1 (3-0, 0-1, 0-0) | Suisse | Arène de glace Chaïba 3 378 spectateurs |

| Feuille de match | Feuille de match | Feuille de match | Feuille de match                           | Feuille de match                                        |
| ---------------- | --- | ---------------- | ------------------------------------------ | ------------------------------------------------------- |
|                  | Spooner (Wickenheiser) — 7 min 29 s Spooner (Ward, Wickenheiser) — 11 min 10 s (SN) Daoust (Wakefield) — 11 min 33 s | 1-0 2-0 3-0 3-1  | Lutz (S. Benz, L. Benz) — 25 min 14 s (SN) | Arbitrage : Erin Blair Alicia Hanrahan et Ilona Novotná |
| Szabados         | Gardiens | Schelling        |                                            | Arbitrage : Erin Blair Alicia Hanrahan et Ilona Novotná |
| 12 min           | Pénalités | 10 min           |                                            | Arbitrage : Erin Blair Alicia Hanrahan et Ilona Novotná |
| 48               | Tirs | 22               |                                            | Arbitrage : Erin Blair Alicia Hanrahan et Ilona Novotná |

| 17 février 2014 | États-Unis | 6-1 (3-0, 2-0, 1-1) | Suède | Arène de glace Chaïba 4 542 spectateurs |

| Feuille de match | Feuille de match | Feuille de match                                  | Feuille de match                           | Feuille de match                                                                      |
| ---------------- | --- | ------------------------------------------------- | ------------------------------------------ | ------------------------------------------------------------------------------------- |
|                  | Carpenter (Bozek, Stack) — 6 min 10 s (SN) Bellamy (Decker, Bozek) — 7 min 16 s Kessel (Decker, Marvin) — 11 min 19 s M. Lamoureux (J. Lamoureux, Bellamy) — 25 min 41 s (SN) Bozek (Coyne) — 32 min 17 s Decker (Coyne, Kessel) — 56 min 58 s | 1-0 2-0 3-0 4-0 5-0 5-1 6-1                       | Borgqvist (Eliasson, Winberg) — 53 min 4 s | Arbitrage : Mélanie Bordeleau Denise Caughey et Zuzana Svobodová (République tchèque) |
| Vetter           | Gardiens | Wallner (32 min 31 s) Martin Hasson (27 min 29 s) |                                            | Arbitrage : Mélanie Bordeleau Denise Caughey et Zuzana Svobodová (République tchèque) |
| 6 min            | Pénalités | 8 min                                             |                                            | Arbitrage : Mélanie Bordeleau Denise Caughey et Zuzana Svobodová (République tchèque) |
| 70               | Tirs | 9                                                 |                                            | Arbitrage : Mélanie Bordeleau Denise Caughey et Zuzana Svobodová (République tchèque) |

##### Match pour la troisième place
| 20 février 2014 | Suisse | 4-3 (0-1, 0-1, 4-1) | Suède | Palais des glaces Bolchoï |

| Feuille de match   | Feuille de match | Feuille de match        | Feuille de match | Feuille de match                                              |
| ------------------ | --- | ----------------------- | --- | ------------------------------------------------------------- |
|                    | - S. Benz (S. Forster) — 41 min 18 s P. Stanz (A. Müller) — 46 min 13 s (SN) J. Lutz (L. Stalder, L. Benz) — 53 min 43 s A. Müller — 58 min 53 s (CV) - | 0-1 0-2 1-2 2-2 3-2 4-2 | M. Löwenhielm (M. Lindh, C. Östberg) — 14 min E. Udén-Johansson (C. Östberg, M. Lindh) — 38 min 25 s - P. Winberg (J. Asserholt, E. Grahm) — 59 min 16 s | Arbitrage : Nicole Hertrich Denise Caughey et Alicia Hanrahan |
| Florence Schelling | Gardiens | Valentina Wallner       | | Arbitrage : Nicole Hertrich Denise Caughey et Alicia Hanrahan |
| 10 min             | Pénalités | 4 min                   | | Arbitrage : Nicole Hertrich Denise Caughey et Alicia Hanrahan |
| 26                 | Tirs | 31                      | | Arbitrage : Nicole Hertrich Denise Caughey et Alicia Hanrahan |

##### Finale
| 20 février 2014 | Canada | 3-2 (pr) (0-0, 0-1, 2-1, 1-0) | États-Unis | Palais des glaces Bolchoï |

| Feuille de match | Feuille de match | Feuille de match    | Feuille de match                                                                                | Feuille de match                                  |
| ---------------- | --- | ------------------- | ----------------------------------------------------------------------------------------------- | ------------------------------------------------- |
|                  | - B. Jenner (M. Mikkelson, J. Larcoque) — 56 min 34 s MP. Poulin (R. Johnston, H. Irwin) — 59 min 5 s MP. Poulin (L. Fortino) — 68 min 10 s (2 SN) | 0-1 0-2 1-2 2-2 3-2 | M. Duggan (J. Lamoureux) — 31 min 57 s A. Carpenter (H. Knight, K. Stack) — 42 min 1 s (SN) - - | Arbitrage : J. Tottman I. Novotná et Z. Svobodová |
| Shannon Szabados | Gardiens | Jessie Vetter       |                                                                                                 | Arbitrage : J. Tottman I. Novotná et Z. Svobodová |
| 10 min           | Pénalités | 14 min              |                                                                                                 | Arbitrage : J. Tottman I. Novotná et Z. Svobodová |
| 31               | Tirs | 29                  |                                                                                                 | Arbitrage : J. Tottman I. Novotná et Z. Svobodová |

#### Matchs de classement pour la cinquième place

##### Tableau
|  | Matchs de classement              | Matchs de classement              |                        |   | Match pour la 5e place            | Match pour la 5e place            |
|  | Matchs de classement              | Matchs de classement              |                        |   | Match pour la 5e place            | Match pour la 5e place            |
|  |                                   |                                   |                        |   |                                   |                                   |
|  | 16 février, Arène de glace Chaïba | 16 février, Arène de glace Chaïba |                        |   | 18 février, Arène de glace Chaïba | 18 février, Arène de glace Chaïba |
|  | 16 février, Arène de glace Chaïba | 16 février, Arène de glace Chaïba |                        |   | 18 février, Arène de glace Chaïba | 18 février, Arène de glace Chaïba |
|  | Finlande                          | 2                                 |                        |   | 18 février, Arène de glace Chaïba | 18 février, Arène de glace Chaïba |
|  | Finlande                          | 2                                 |                        |   | 18 février, Arène de glace Chaïba | 18 février, Arène de glace Chaïba |
|  | Allemagne                         | 1                                 |                        |   | 18 février, Arène de glace Chaïba | 18 février, Arène de glace Chaïba |
|  | Allemagne                         | 1                                 | Finlande               | 4 |                                   |                                   |
|  | 16 février, Arène de glace Chaïba |                                   | Finlande               | 4 |                                   |                                   |
|  |                                   | Russie                            | 0                      |   |                                   |                                   |
|  | Russie                            | Russie                            | 0                      | 6 |                                   |                                   |
|  | Russie                            |                                   |                        | 6 |                                   |                                   |
|  | Japon                             | 3                                 |                        |   |                                   |                                   |
|  | Japon                             | 3                                 | Match pour la 7e place |   |                                   |                                   |
|  |                                   |                                   |                        |   |                                   |                                   |
|  | 18 février, Arène de glace Chaïba |                                   |                        |   |                                   |                                   |
|  |                                   |                                   |                        |   |                                   |                                   |
|  | Allemagne                         | 3                                 |                        |   |                                   |                                   |
|  | Allemagne                         | 3                                 |                        |   |                                   |                                   |
|  | Japon                             | 2                                 |                        |   |                                   |                                   |
|  | Japon                             | 2                                 |                        |   |                                   |                                   |

##### Matchs de classement
| 16 février 2014 | Finlande | 2-1 (2-0, 0-1, 0-0) | Allemagne | Arène de glace Chaïba 2 009 spectateurs |

| Feuille de match | Feuille de match                                                             | Feuille de match | Feuille de match                | Feuille de match                                            |
| ---------------- | ---------------------------------------------------------------------------- | ---------------- | ------------------------------- | ----------------------------------------------------------- |
|                  | Hiirikoski (Välilä) — 1 min 15 s (SN) Karvinen (Välilä, Tapani) — 8 min 32 s | 1-0 2-0 2-1      | Evers (Götz) — 28 min 59 s (SN) | Arbitrage : Aina Høve Michaela Kúdelová et Zuzana Svobodová |
| Räty             | Gardiens                                                                     | Harss            |                                 | Arbitrage : Aina Høve Michaela Kúdelová et Zuzana Svobodová |
| 8 min            | Pénalités                                                                    | 8 min            |                                 | Arbitrage : Aina Høve Michaela Kúdelová et Zuzana Svobodová |
| 27               | Tirs                                                                         | 21               |                                 | Arbitrage : Aina Høve Michaela Kúdelová et Zuzana Svobodová |

| 16 février 2014 | Russie | 6-3 (1-0, 3-2, 2-1) | Japon | Arène de glace Chaïba 4 793 spectateurs |

| Feuille de match | Feuille de match | Feuille de match                    | Feuille de match                                                                              | Feuille de match                                          |
| ---------------- | --- | ----------------------------------- | --------------------------------------------------------------------------------------------- | --------------------------------------------------------- |
|                  | Chtchoukina (Chokina) — 16 min 12 s Chokina (Smolentseva) — 26 min 44 s Skiba (Gavrilova, Bourina) — 27 min 33 s Sossina (Smolentseva, Chokina) — 31 min 32 s (SN) Skiba (Bourina, Gavrilova) — 49 min 39 s (SN) Bourina (Chibanova, Khomitch) — 55 min 42 s (SN) | 1-0 1-1 2-1 2-2 3-2 4-2 4-3 5-3 6-3 | Yamane (Ukita) — 26 min 14 s Toko (Kubo) — 26 min 50 s Osawa (Takeuchi, Hirano) — 42 min 23 s | Arbitrage : Anna Eskola Charlotte Girard et Ilona Novotná |
| Leskina          | Gardiens | Fujimoto                            |                                                                                               | Arbitrage : Anna Eskola Charlotte Girard et Ilona Novotná |
| 6 min            | Pénalités | 10 min                              |                                                                                               | Arbitrage : Anna Eskola Charlotte Girard et Ilona Novotná |
| 32               | Tirs | 27                                  |                                                                                               | Arbitrage : Anna Eskola Charlotte Girard et Ilona Novotná |

##### Match pour la septième place
| 18 février 2014 | Allemagne | 3-2 (1-1, 2-0, 0-1) | Japon | Arène de glace Chaïba 2 012 spectateurs |

| Feuille de match | Feuille de match | Feuille de match                             | Feuille de match                                                  | Feuille de match                                                    |
| ---------------- | --- | -------------------------------------------- | ----------------------------------------------------------------- | ------------------------------------------------------------------- |
|                  | Götz (Busch, Janzen) — 9 min 18 s (SN) Zorn (Busch, Götz) — 24 min 30 s (SN) Seiler (Schuster, Kratzer) — 35 min 49 s | 1-0 1-1 2-1 3-1 3-2                          | Kubo (Osawa) — 13 min 40 s Yoneyama (Osawa, Suzuki) — 42 min 56 s | Arbitrage : Mélanie Bordeleau Therese Björkman et Michaela Kúdelová |
| Harrer           | Gardiens | Fujimoto (35 min 49 s) Konishi (23 min 34 s) |                                                                   | Arbitrage : Mélanie Bordeleau Therese Björkman et Michaela Kúdelová |
| 8 min            | Pénalités | 12 min                                       |                                                                   | Arbitrage : Mélanie Bordeleau Therese Björkman et Michaela Kúdelová |
| 23               | Tirs | 29                                           |                                                                   | Arbitrage : Mélanie Bordeleau Therese Björkman et Michaela Kúdelová |

##### Match pour la cinquième place
| 18 février 2014 | Finlande | 4-0 (2-0, 0-0, 2-0) | Russie | Arène de glace Chaïba 4 112 spectateurs |

| Feuille de match | Feuille de match | Feuille de match | Feuille de match | Feuille de match                                         |
| ---------------- | --- | ---------------- | ---------------- | -------------------------------------------------------- |
|                  | Välimäki (Rantamäki, Hovi) — 16 min 37 s Välilä (Tapani, Hiirikoski) — 17 min 28 s Karvinen (Välilä, Tarkki) — 42 min 30 s Karvinen (Välilä, Tuominen) — 43 min 31 s (SN) | 1-0 2-0 3-0 4-0  |                  | Arbitrage : Erin Blair Stéphanie Gagnon et Laura Johnson |
| Räty             | Gardiens | Prougova         |                  | Arbitrage : Erin Blair Stéphanie Gagnon et Laura Johnson |
| 14 min           | Pénalités | 12 min           |                  | Arbitrage : Erin Blair Stéphanie Gagnon et Laura Johnson |
| 29               | Tirs | 19               |                  | Arbitrage : Erin Blair Stéphanie Gagnon et Laura Johnson |

## Classement final
| Place                               | Équipe     |
| ----------------------------------- | ---------- |
| Médaille d'or, Jeux olympiques      | Canada     |
| Médaille d'argent, Jeux olympiques  | États-Unis |
| Médaille de bronze, Jeux olympiques | Suisse     |
| 4                                   | Suède      |
| 5                                   | Finlande   |
| DSQ                                 | Russie     |
| 7                                   | Allemagne  |
| 8                                   | Japon      |

## Récompenses du tournoi
| Knight Agosta Kessel Hiirikoski Bozek Schelling |
| Équipe-type des médias                          |
| Knight Agosta Kessel Hiirikoski Bozek Schelling |

Meilleure joueuse  : Florence Schelling (Suisse)
Équipe type IIHF  :
- Meilleure gardienne : Florence Schelling (Suisse)
- Meilleure défenseure : Jenni Hiirikoski (Finlande)
- Meilleure attaquante : Michelle Karvinen (Finlande)

## Statistiques individuelles

### Meilleurs pointeuses
| Rang | Joueuse                | Pays       | PJ | B | A | Pts | +/− | Pun |
| ---- | ---------------------- | ---------- | -- | - | - | --- | --- | --- |
| 1    | Michelle Karvinen      | Finlande   | 6  | 5 | 2 | 7   | +4  | 4   |
| 2    | Pernilla Winberg       | Suède      | 6  | 3 | 4 | 7   | +3  | 2   |
| 3    | Amanda Kessel          | États-Unis | 5  | 3 | 3 | 6   | +8  | 0   |
| 4    | Hilary Knight          | États-Unis | 5  | 3 | 3 | 6   | +1  | 6   |
| 5    | Kendall Coyne          | États-Unis | 5  | 2 | 4 | 6   | +8  | 2   |
| 6    | Brianna Decker         | États-Unis | 5  | 2 | 4 | 6   | +8  | 6   |
| 7    | Iekaterina Smolentseva | Russie     | 6  | 2 | 4 | 3   | 0   | 2   |
| 8    | Alex Carpenter         | États-Unis | 5  | 4 | 1 | 5   | -1  | 2   |
| 9    | Franziska Busch        | Allemagne  | 5  | 3 | 2 | 5   | -4  | 2   |
| 10   | Marie-Philip Poulin    | Canada     | 5  | 3 | 2 | 5   | +6  | 0   |

### Meilleures gardiennes de but
Seules sont classées les gardiennes ayant joué au minimum 40 % du temps de jeu de leur équipe.
| Rang | Joueuse           | Pays      | Min          | BC | Moy  | %Arr  | Bl |
| ---- | ----------------- | --------- | ------------ | -- | ---- | ----- | -- |
| 1    | Shannon Szabados  | Canada    | 187 min 30 s | 3  | 0,96 | 95,38 | 1  |
| 2    | Viona Harrer      | Allemagne | 180 min      | 6  | 2    | 93,75 | 1  |
| 3    | Noora Räty        | Finlande  | 358 min 57 s | 13 | 2,17 | 92,90 | 1  |
| 4    | Valentina Wallner | Suède     | 269 min 16 s | 13 | 2,90 | 91,45 | 1  |
| 5    | Anna Prougova     | Russie    | 265 min 46 s | 9  | 2,03 | 91,43 | 0  |